# ککدان
ککدان، روستایی از توابع بخش کیشکور شهرستان سرباز در استان سیستان و بلوچستان ایران است.

## جمعیت
این روستا در دهستان کیشکور قرار دارد و براساس سرشماری مرکز آمار ایران در سال ۱۳۸۵، جمعیت آن ۳۳۷ نفر (۸۰خانوار) بوده‌است.